# Brühltor (Hannover)

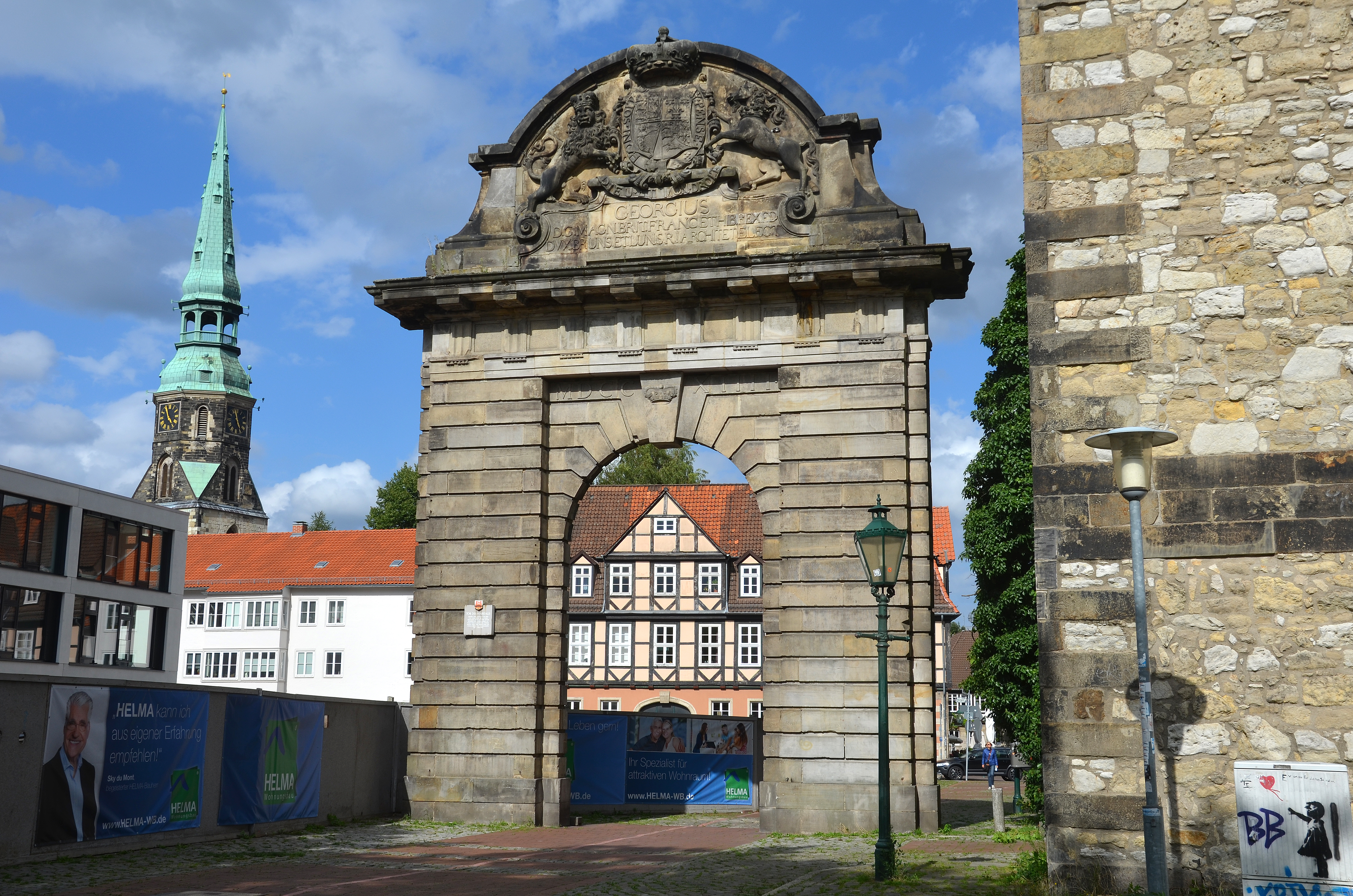
Heute markiert das 1714 datierte Marstalltor (Bildmitte) den ehemaligen Standort des Brühltores;
links der Turm der Kreuzkirche, rechts das Zeughaus als Teil des heutigen Historischen Museums am Hohen Ufer

Das Brühltor in Hannover war als Stadttor Teil der mittelalterlichen Stadtbefestigung Hannovers. Es gewährte die Verbindung zwischen der ehemaligen Lehnshof-Siedlung, aus der die Stadt Hannover hervorging, und der außerhalb der Siedlung liegenden Burg Lauenrode als Keimzelle der späteren Calenberger Neustadt sowie deren nördlich davor liegende Siedlung Brühl. Die Verbindung zwischen dem Brühltor und der Burg stellte eine Brücke über die Leine her. Den Standort des Tores, das den ältesten Stadtausgang Hannovers nach Westen bildete, markiert heute das Marstalltor an den Straßen Roßmühle Ecke Am Hohen Ufer im hannoverschen Stadtteil Mitte.

## Geschichte
Das Brühltor wurde urkundlich bereits 1284 erwähnt („porta, quae ducit ab urbe ad oppidum“) sowie 1301 als „valva [Pforte] brulonis“. 1344 wurde der Durchgang nach dem nahe gelegenen St. Gallenhof „valva sancti Galli“ genannt.
Durch das 1340 erstmals erwähnte Leintor trat für das Brühltor ein Bedeutungsverlust ein. Es bildete nun den Durchgang zur ehemaligen Piperstraße, die 1593 nach der hier 1546 angelegten Roßmühle umbenannt wurde. Vermutlich führte der Bau des Zeughauses in den Jahren 1643 bis 1649 schließlich zum Abbruch des Brühltores und machte die Straße Rossmühle zur Sackgasse.